# عمر الواثق بالله
أبو حفص الواثق بالله الثالث عمر بن إبراهيم بن المتمسك بن الحاكم بأمر الله.
بويع بالخلافة بعد خلع المتوكل في شهر رجب سنة ثمانمائة وخمس وثمانين للهجرة، واستمرت خلافته إلى أن مات يوم الأربعاء التاسع عشر من شوال سنة ثمان وثمانين للهجرة.